# Actiones adiecticiae qualitatis
En derecho romano, las acciones adyecticias o acciones «agregadas» (en latín, actiones adiecticiae qualitatis) son una serie de acciones concedidas por el pretor para hacer valer la responsabilidad del pater familias respecto de las obligaciones contraídas por el hijo o por el esclavo, en distintos supuestos. Así, los acreedores que habían contratado con el hijo o el esclavo podían reclamar sus créditos al pater, como si hubiesen contratado con él mismo. La técnica utilizada por el pretor para conseguir este objetivo consistía en agregar a la fórmula de la acción común, la actio adiecticiae qualitatis adecuada, lo que se traducía en que la fórmula que se redactaba representaba la mixtura de ambas; concretamente, ello implicaba que en la intentio se mencionaba al dependiente, en tanto que en la condemnatio se escribía el nombre del pater (acción con transposición de personas).

## Fundamento
El principio del ius civile en virtud del cual el paterfamilias se aprovechaba de las utilidades de un negocio celebrado por el hijo, haciéndose dueño de los bienes por este adquirido, pero no respondía por las deudas o perdidas del hijo en los mismos negocios, quienes no lo pueden obligar, vale decir, sólo podían hacer al pater acreedor, mas no deudor, conducía a situaciones de injusticia, especialmente para aquellos casos en que el hijo de familia o el esclavo actuaban con expresa o tácita autorización del pater o amo, o cuando éste sacaba provecho del negocio, como ocurre con el peculio profecticio, cuyo aumento beneficiaba al pater, lo que indirectamente afectaba el tráfico comercial, determinó la intervención de los pretores, los que crearon una serie de acciones procesales destinadas a hacer en determinados supuestos responsable al pater por las obligaciones adquiridas por un alieni iuris.
La misma solución se dio para los actos celebrados o ejecutados por esclavos.

## Actiones adiecticiae qualitatis
- Actio de peculio vel de in rem verso
- Actio quod iussu
- Actio excercitoria
- Actio institoria
- Actio quasi Institoria ó ad exemplum institoriae

### Actio de peculio et de in rem verso
Opera en el evento de que el pater entregara al hijo la libre administración de una cierta cantidad de bienes (Peculio profecticio); en tal caso el pretor le hacía responsable de las deudas que éste contrajera por la realización de negocios, hasta el importe del peculio, aunque las mismas no guardaran relación alguna con éste, o bien hasta el monto del incremento que su patrimonio habría experimentado por efecto de tal negocio. Se señala que se trata de una sola acción con dos condenas alternativas: una de peculio y, la otra, de in rem verso, es decir, por aquello que hubiese revertido en el patrimonio del pater; varios autores ven en esta acción el principio de la interdicción del enriquecimiento sin causa. Al iudex se le ordena condenar por la segunda y, si no hay enriquecimiento o es menor que la deuda, condenar en los límites del peculio. 
Mediante la primera, se hace responsable al pater o amo en los límites del Peculio, deducido lo que le debe a él el hijo o esclavo. 
Por su parte, por la segunda, se determinaba una responsabilidad en la medida del enriquecimiento patrimonial que experimentaba como consecuencia de los negocios realizados por el hijo o esclavo.

### Actio quod iussu(por cuanto con orden)
Esta acción tenía por finalidad hacer responsable al paterfamilias de la totalidad de las deudas contraídas por el hijo de familia cuando el pater había autorizado el negocio que generaba la deuda (iussum: autorización). En este caso, se consideraba como si el tercero hubiera contratado con el pater mismo. Más adelante esta acción no sólo se aplicó a las deudas contraídas por el hijo sino también a los actos celebrados por cualquiera persona sometida a la potestad del pater, siempre que el pater hubiese autorizado tal negocio. De esta forma, la actio quod iussu extendió sus supuestos de aplicación más allá de los límites de las relaciones potestativas.
Un caso de aplicación de esta acción lo describe Escévola en D. 14, 5, 7, que se transcribe de la traducción de Álvaro d'Ors et al.: "Un padre permitió a su hijo recibir dinero en préstamo y mandó por carta al acreedor que se lo prestase. El hijo fue instituido heredero del padre en una mínima parte. Respondí que era facultad del acreedor si quería demandar por el todo al hijo, a quien había prestado, o a sus herederos por la parte en que cada uno hubiese heredado; pero el hijo debe ser condenado por cuanto pueda pagar". Como se puede apreciar, el supuesto del padre que autoriza a concluir un negocio jurídico con el hijo es el propio de esta acción. Pero el interés del jurista va más allá y se plantea la posibilidad de demandar al hijo una vez muerto el pater; es decir, ahí cuando ya no es posible ejercitar la actio quod iussu contra el pater. Es interesante discutir la naturaleza de la acción que se ejercita contra el hijo, ahora sui iuris. ¿Es que la actio quo iussu es una acción transmisible pasivamente. La respuesta del jurista sería afirmativa: sí es posible. Su problema consiste, más bien, en delimitar el quantum de la responsabilidad del hijo: si por el total de la deuda o por aquello que pueda pagar. Escévola no duda en afirmar que ésta es la respuesta correcta.

### Actio excercitoria
Tenía por finalidad hacer responsable al paterfamilias de las deudas contraídas por un hijo o esclavo a quien el pater o amo había colocado al frente de un negocio marítimo como armador o exercitor navis; o al frente de una nave como capitán o magister navis. En este caso, se hacía responsable al pater por la totalidad de las deudas que generase ese negocio. Al igual que en el caso anterior, se reputaba como si el tercero hubiere contratado con el Pater o amo.

### Actio quasi institoria vel ad exemplum institoriae
Estas actiones adieticiae qualitatis con el correr del tiempo se extendieron a actos realizados por personas que, no estando sometidos a potestad, actuaban a nombre de otro. Así, sólo a modo de ejemplo, podemos mencionar el caso de actio quasi institoria in rem ad vel exemplum institoriae, para el caso de negocios cuya gestión se encomendaba a un administrador.

### Actio tributoria
Se da contra el pater en el supuesto de que el sujeto a la potestad de aquel, en el ejercicio de un comercio en el que se hubiere empleado el peculio, resultare insolvente y terceros acreedores, en concurso con el pater, se consideraran perjudicados por no haber recibido, por dolo del pater en las operaciones distributorias, lo que les correspondía.